# The Inn of the Sixth Happiness
The Inn  of the Sixth Happiness (El albergue de la sexta felicidad en España o La posada de la sexta felicidad en Hispanoamérica) es una película estadounidense de la 20th Century Fox de 1958 que se inspira de la historia real de Gladys Aylward, una mujer británica con una marcada tenacidad  y empeño, que se convirtió en misionera cristiana en China y que vivió los episodios de la segunda guerra sino-japonesa salvándo la vida de decenas de niños.
Se puede categorizar la obra cinematográfica como perteneciente al género biopic (autobiográfica). Fue dirigida por Mark Robson, protagonizada por Ingrid Bergman, Curt Jurgens y Robert Donat en los papeles principales. Está basada en la novela The Small Woman de Alan Burgess, publicada en 1957.
Mark Robson,recibió una nominación al Premio de la Academia al Mejor Director por esta película. La película está protagonizada por Ingrid Bergman en el papel de Gladys Aylward y por Curt Jürgens como su interés amoroso, el capitán Lin Nan, un oficial del ejército chino de padre holandés. 
Robert Donat, que interpretó al mandarín del pueblo en el que vivía Aylward, murió antes de que se estrenara la película. 
La partitura musical fue compuesta y dirigida por Malcolm Arnold. La cinematografía estuvo a cargo de Freddie Young.
La película se rodó en Snowdonia, Gales del Norte. La mayoría de los niños de la película eran niños de etnia china de Liverpool, hogar de la comunidad china más antigua de Europa.

## Argumento de la Película
En los años 1930, una joven ama de llaves británica intenta que la oficina de misiones radicada en Londres la envíe a China como misionera. Trabaja para reunir el dinero del viaje, ahorrando poco a poco para pagar el billete de tren hacia China. Gracias a su patrón, es esperada en un albergue llevado por una vieja misionera en el campo, alejado, en el norte de China. Una vez llegada, se gana el respeto del mandarín y se convierte en su inspector de los pies, para vigilar que los pies de las niñas no sean vendados.
Aprende chino y se gana incluso el respeto de la población de Yang Cheng, así como de un militar de alto grado que desconfía de los europeos. Éste queda asombrado al ver que «Jan-Ai», tal y como la llama el pueblo en la película es ahora la persona que mejor conoce a la gente de las aldeas más lejanas. Ante la invasión japonesa, recoge a los huérfanos e intenta un peligroso viaje con esta multitud de niños para dirigirlos a buen recaudo.

## Historia
- La verdadera misionera Gladys Aylward' se puso furiosa contra la 20th Century Fox diciendo que la película era «un montón de mentiras», porque a ella nunca le dieron el guion final (Guion cinematográfico de Isobel Lennart basado en la novela de Alan Burgess (The small woman) y, en particular, nunca tuvo una aventura amorosa con un oficial chino. También protestó porque "su nombre se utilizó sin su permiso y asociado con el de esta «malvada mujer (sic)», en alusión a Ingrid Bergman, que había provocado un escándalo en los Estados Unidos  dejando marido e hijo para iniciar una aventura con el director Roberto Rossellini. Ingrid Bergman nunca se disculpó por esos «pecados» pero, a pesar de sus protestas y cartas escritas a los medios, Gladys Aylward nunca demandó a la 20th Century Fox.[1]
- Según un artículo de enero de 1958 en Hollywood Reporter, los exteriores se rodarían en Taiwán (anteriormente "Formosa"), pero el proyecto fue abandonado tras la ruptura de las relaciones diplomáticas con el gobierno chino, y fueron los paisajes de Gales los que finalmente representaron los de China. El Hollywood Reporter afirmó que Mark Robson iba a dirigir y producir la película, pero Buddy Adler está acreditado como productor, y esa fue su última producción, murió al final del rodaje el 12 de julio de 1958.[1]

Momentos del rodaje de la película

- Momentos del rodaje de la película La china representada en la película es la china nacionalista cuya bandera aparece en escena en el minuto 2h29mn07s.
- Referentes históricos que aparecen en la película: 
  - El Conflicto sino-soviético (1929) frontera norte de China con Rusia aflora cuando el personaje Gladys Aylward comparte viaje en el transiberiano con tropas rusas que van al frente.
  - El Vendado de Pies y la lucha por erradicar esta práctica.[cita requerida]
  - Las misiones católicas en China
  - El mandarinato y su forma de ejercicio del poder así como su dependencia del poder central y la delegación de tareas de organización regional.
  - La ciudad de Yangcheng. La película marca el fuerte contraste entre  la vida popular y bulliciosa anterior al conflicto bélico con Japón y la inusitada violencia y destrucción posterior.[2]

## Reparto
- Ingrid Bergman: Gladys Aylward, llamada Jan-Ai
- Curd Jürgens: capitán Lin Nan
- Robert Donat: el mandarín de Yang Cheng
- Michael David: Hok-A
- Athene Seyler: Jeannie Lawson
- Ronald Squire: Sir Francis Jamison
- Moultrie Kelsall: Dr. Robinson
- Richard Wattis: Sr. Murphy
- Peter Chong: Yang
- Tsai Chin: Sualan
- Edith Sharpe: la secretaria de la misión interior de China
- Joan Young: el cocinero de Sir Francis
- Lian-Shin Yang: la mujer con un niño
- Noel Hood: Miss Thompson
- Burt Kwouk: Le
- Aung Min: el monje budista
- Frank Blaine: el loco
- Christopher Chen: el recaudador de impuestos
- Frank Goh: Timothy
- Ronald Kyaing: el joven Lino
- Judith Lai: Seis Peniques
- Ronald Lee: El Jefe de los mulateros
- Louise Lin: Nunca Da
- André Mikhelson: el comisario ruso
- Ye-Min: Bao-Bao
- Zed Zakari: el jefe de los guardias de la cárcel

## Premios y nominaciones

### Nominaciones
- 1959. Oscar al mejor director para Mark Robson
- 1959. Globo de Oro al mejor actor dramático para Robert Donat
- 1959. Globo de Oro a la mejor actriz dramática para Ingrid Bergman
- 1959. BAFTA al mejor actor extranjero para Curt Jürgens
- 1959. BAFTA a la mejor actriz extranjera para Ingrid Bergman

## Canciones de la película
- The Children's Marching Song, En la película es una adaptación de Malcolm Arnold de la tradicional canción infantil, interpretada por Ingrid Bergman] y coro de niños.

## Elenco
- Último papel de Robert Donat que murió durante la filmación, el 9 de junio de 1958.[1]  En la escena en la que se despide de Gladys mientras los ancianos se preparan para despedirse de la ciudad, dice como si estuviera profetizando su muerte: "Me temo que nunca nos volveremos a ver".
- Ingrid Bergman había trabajado anteriormente con el productor Buddy Adler, había producido Anastasia dirigida por Anatole Litvak (1956).[1]

## Grabación
- Las tomas fueron grabadas íntegramente en Reino Unido desde mediados de marzo hasta mediados de julio de 1958.[1]
- Los Interiores en los Estudios Elstree (Hertfordshire)[1]·.[3]
- Los Exteriores[3] :
  - Londres:   en la Ciudad de Westminster.
  - Gales :
    - Región de Gwynedd:   en Beddgelert,  ,  ,  , Porthmadog, { {Link |language=en|fr=Nantmor}}, Penrhyndeudraeth, Portmeirion, Parque Nacional de Snowdonia.
    - Condado de Conwy:  , {{Link|langue=en|fr=Llyn Ogwen|texte=lac Ogwen} }.